# Херлингхауз, Герман
Ге́рман Хе́рлингхауз (нем. Hermann Herlinghaus; 30 апреля 1931 — 19 мая 1989) — немецкий киновед, публицист и сценарист.

## Биография
Член СЕПГ с 1949 года. В 1954 году окончил Берлинский университет имени Гумбольдта. Автор статей по теории и истории кино. В 1971—1977 годах — секретарь, с 1980 года — вице-президент Союза работников кино и телевидения ГДР.

## Сочинения
- Hermann Herlinghaus., Zlatan Dudow. — Berlin, 1965.  (нем.)
- Heinz Baumert, Hermann Herlinghaus: 20 Jahre DEFA-Spielfilm. Ein Bildband mit 400 Fotos: von „Die Mörder sind unter uns“ bis „Solange Leben in mir ist“. — Berlin, Henschelverlag, 1968.  (нем.)
- Hermann Herlinghaus: Es geht um die gesellschaftliche Verantwortung des Künstlers. Zu einigen DEFA-Filmen der Jahre 1975/76. In: Horst Knietzsch (Hrsg.): Prisma Kino- und Fernsehalmanach. Nr. 8. Henschelverlag Kunst und Gesellschaft, Berlin 1977.  (нем.)
- Hermann Herlinghaus: Auskünfte und Ansichten. — Berlin, VFF, 1981.  (нем.)
- 50 фильмов киностудии ДЕФА. — М., 1976. (с М. Сулькиным).
- Кинодокументалисты мира о битвах нашего времени. — М., 1986.

## Избранная фильмография

### Сценарист
- 1965 — Пока я жив / Solange Leben in mir ist (с Гюнтером Райшем, Михаэлем Чесно-Хеллем)
- 1968 — Русские идут / Die Russen kommen (с Хайнером Каровым, Клаусом Кюхенмайстером, Эгоном Рихтером)
- 1970 — Карьера / Karriere (с Хайнером Каровым)